# 秘密を侵す罪
秘密を侵す罪（ひみつをおかすつみ）は、個人の秘密を侵害する行為を内容とする、日本の刑法に規定された犯罪類型の総称（第二編第十三章）。他人の秘密をのぞいたり暴露したりする行為を内容としている。個人的法益に対する罪とされる。

## 犯罪
- 信書開封罪（刑法133条）
- 秘密漏示罪（刑法134条）

いずれも親告罪である（刑法135条）。信書開封罪の告訴権者は、発信者及び受信者である（大判大正11年3月24日刑集15巻307頁）。

## 信書開封罪
- 本罪の客体は封をしてある信書である。

信書とは特定の人から特定の人にあてた「意思を伝達する文書」とされるが、それに限らず図表、図面、写真、原稿なども含む。
特定の人は、法人や法人格を有さない団体も含まれる。ただし、国または公共団体にあてた場合は、個人的な秘密の保持が必要な場合を除いて、国または公共団体が発信、受信の場合は特定の人にはあたらないとされる。
- 本罪の行為は封をしてある信書を開けること、つまり「開封」することである。

開封とは、封を破棄し信書の内容を認識可能な状態になすことであり、透かし見るなど封を破棄せず内容を知る場合はあたらないとされる。したがって、抽象的危険犯に分類される。
- 違法性阻却事由

｢正当な理由｣とは、法令上認められている場合、権利者が開封に同意している場合、親権の行使（ただし民法820条の場合での範囲内）が挙げられる（ただし、反対説あり）。
- 親告罪

本罪は親告罪である(135条)。判例では、発信者は常に告訴権者であり、到達後は受信者も含まれるとする(大判昭和11.3.24　刑集15巻307頁)。ただし学説では、発信時より受信者も告訴権者とするものが多い（団藤など多数）。

## 秘密漏示罪
- 刑法134条1項に「歯科医師」は列挙されていないが、一般的に歯科医師にも適用されると解釈されている。秘密漏示罪に関して書かれた刑事訴訟法105条および149条には「歯科医師」も明記されている。日本歯科医師会では刑法134条1項にも「歯科医師」を加えるよう要望している。
- 身分犯であり、犯罪の主体については限定列挙と解されている。 ただし、本条に列挙されていなくとも、その他の医療従事者は保健師助産師看護師法など職種毎の法、また、公務員等については国家公務員法や地方公務員法、裁判員の参加する刑事裁判に関する法律などの特別法において同様に秘密を漏らす行為が処罰の対象とされていることがある）[1]。同様に、弁理士は本条に列記されていないが、弁理士法30条に守秘義務が規定されている。
- 「秘密」については、主観説と客観説の対立がある。
- 「正当な理由」の具体例としては、感染症予防法（感染症新法）に基づく医師の届出などがある。また、児童虐待防止法第6条では、児童虐待に係る通告義務を妨げるものではない（虐待通告は本罪を構成しない）ことが明記され、罪から免責されている。